# Listă de poeți: O
A - Ă - B - C - D - E - F - G - H - I - Î - J - K - L - M - N - O - P - Q - R - S - Ș - T - Ț - U - V - W - X - Y - Z

### O
- Frank O'Hara (1926-1966), Școala de poezie din New York
- Sharon Olds
- Anton Oliban, (1824-1860)
- Dave Oliphant
- Mary Oliver
- Charles Olson (foundator al Black Mountain School )
- Terry A. O'Neal
- France Onic, (1901-1975)
- Saishu Onoe, poet japonez
- George Oppen
- Peter Orlovsky (beatnic)
- Jacqueline Osherow
- Vinko Oslak, (născut în 1947)
- Iztok Osojnik, (născut în 1951)
- Josip Osti, (născut în 1945)
- Alice Oswald
- Publius Ovidius Naso, (43 BC-17 AD), (cunoscut drept Ovidiu)
- Wilfred Owen, (1893-1918)